# Трг партизана (Ужице)
Трг партизана у Ужицу представља јединствен простор урбанистички дизајниран у форми сценске поставке у више нивоа. Трг је стециште окупљања свих генерација и омиљено место младих, како за дневне шетње тако и вечерња окупљања и дружења. Трг партизана је одувек био центар окупљања и место за различите приредбе и манифестације, културне, забавне или политичке природе. Окружен биоскопом, позориштем, народном библиотеком и многим кафићима неприметно се спушта у нивоима ка кеју реке Ђетиње. Некада је у средишту трга стајао споменик Јосипа Броза Тита, али је он касније склоњен у двориште Народног музеја у Ужицу. Трг су често поредили са оним у Бразилији, а још шездесетих година о њему је париски престижни часопис „Архитектура данас“ писао као о сјајном примеру урбаног градитељства. 
У поподневним часовима део главне улице која пресеца трг се затвара и претвара у шеталиште које до касних вечерњих сати врви од људи.

## Историјат
Трг партизана је била успешна, јединствена, скоро ексцесно вредна појава у југословенској архитектури, а сасвим сигурно највећи домет српске архитектуре и урбанизма. У бившој Југославији се сматрало да су од свих урбаних решења градских тргова само три била целовита, ликовно свеобухватна, довршена и у свему прихваћена од струке и грађана којима је била и посвећена. Били су то Трг Револуције у Љубљани, у Велењу, и у Титовом Ужицу, архитекте Станка Мандића.
Радови на самом Тргу отпочети су 7. децембра 1959. године, а завршени 5. јуна 1961. године..
Цео градски Трг пројектован је тако да буде уоквирен зградама које ће изазивати пешачко струјање, односно пренети један део градског живота на овај простор. Зграда Спомен-дома, по првобитној идеји, замишљено је да буде једна од најпосећених на Тргу, јер обједињује: позориште, биоскоп, народни универзитет, читаоницу са библиотеком и архив, омладинску дворану за игранке, драмску, хорску, литерарну и друге културно-уметничке секције и друштвено-политичке организације.
После рата у граду је постојала само једна савремена улица. Све су остале биле покривене турском калдрмом. Како је Трг растао, тако су се и оне пресвлачиле новим застором. Тако је израстао и Трг у крилу тих улица.

## Начин градње и уређења
Грађен је да буде друштвено-јавни центар града, с обзиром на намену зграда које га обзиђују: Робна кућа, Градска галерија, Народна банка, локали и продавнице у објектима, Градски друштвени дом и пошта. У погледу саобраћаја Трг је пешачки, док се колски одвија улицама које га окружују.
Трг се углавном израђивао од асфалта и камене плоче. За поплочавање су коришћене три врсте камена:
- Сирогојно (мајдан Говедача) из Сирогојна, Ужице
- аранђеловачки гранит (мајдан Плочник и мајдан Веган у селу Партизани) из Аранђеловца и
- Маће из истоименог села код Ивањице.

Сви завршни радови поплочавања уоквирени су ивичњацима од црног полираног јабланичког гранита у дужини од 609 метара.
Како не би све било бетонски сиво и камено бело, побринуло се Шумско газдинство из Ужица које је обавило све радње на озелењавању Трга. Посађене су 3 саднице брезе, 30 садница оморике, платани, липове саднице, као и кестен који је ту био и пре почекта радова..

## Споменик Титу
4,75 метара високу скулптуру Јосипа Броза, сачинио је загребачки вајар Франо Кршинић. Завршне скице урађене су у атељеу Антуна Аугустинчића, у Загребу. Првобитна идеја уметникова била је да Броза представи у динамичној пози, на коњу, али од тога се одустало. Разлог је била исувише очигледна сличност такве једне фигурације са споменицима Бану Јелачићу у Загребу и споменику Кнезу Михаилу Обреновићу у Београду. Намера је била да се спомеником у Ужицу личност Јосипа Броза, извајана у бронзи, реши тако да недвосмислено асоцира на његову временску непоновљивост и оригиналност..